# Parornix retrusella
Parornix retrusella là một loài bướm đêm thuộc họ Gracillariidae. Nó được tìm thấy ở vùng Viễn Đông Nga.
Ấu trùng ăn Crataegus pinnatifida. Chúng có thể ăn lá nơi chúng làm tổ.